# Wydział Biotechnologii i Ogrodnictwa Uniwersytetu Rolniczego im. Hugona Kołłątaja w Krakowie
Wydział Biotechnologii i Ogrodnictwa Uniwersytetu Rolniczego im. Hugona Kołłątaja w Krakowie – jeden z siedmiu wydziałów Uniwersytetu Rolniczego im. Hugona Kołłątaja w Krakowie powstały w 1968 r. na bazie Katedry Ogrodnictwa (wchodzącej od 1953 r. w skład Wydziału Rolniczego).

## Kierunki kształcenia
Dostępne kierunki:
- Bioinformatyka (studia I stopnia)
- Biotechnologia (studia I i II stopnia)
- Ogrodnictwo (studia I i II stopnia)
- Sztuka ogrodowa (studia I i II stopnia)
- Technologia roślin leczniczych i prozdrowotnych (studia I i II stopnia)
- Winogrodnictwo i enologia (studia II stopnia)
- Environmental and Plant Biotechnology (studia II stopnia)
- International Master of Horticultural Science (studia II stopnia)

## Poczet dziekanów
1. prof. dr hab. inż. Tadeusz Wojtaszek (1968–1971)
2. prof. dr hab. Maria Łucka (1971–1975)
3. prof. dr hab. Karol Kropp (1975–1978)
4. prof. dr hab. Jan Myczkowski (1978–1981)
5. prof. dr hab. Edward Pojnar(inne języki) (1981–1987)
6. prof. dr hab. Wieńczysława Kozera (1987–1990)
7. prof. dr hab. Małgorzata Poniedziałek (1990–1996)
8. prof. dr hab. Jan Kućmierz (1996–1999)
9. prof. dr hab. Małgorzata Poniedziałek (1999–2002)
10. prof. dr hab. inż. Włodzimierz Sady (2002–2005)
11. prof. dr hab. inż. Stanisław Rożek (2005–2008)
12. prof. dr hab. inż. Marek Grabowski (2008–2012)
13. prof. dr hab. inż. Stanisław Mikołaj Mazur (2012–2020)
14. prof. dr hab. inż. Edward Kunicki(inne języki) (2020–2024)
15. prof. dr hab. inż. Monika Bieniasz(inne języki) (od 2025)

## Władze Wydziału
W kadencji od 2025:
| Stanowisko                                 | Imię i nazwisko                    |
| ------------------------------------------ | ---------------------------------- |
| Dziekan                                    | prof. dr hab. inż. Monika Bieniasz |
| Prodziekan ds. Dydaktycznych i Studenckich | dr Piotr Stolarczyk                |

## Struktura organizacyjna
| Jednostka                                     | Kierownik                           |
| --------------------------------------------- | ----------------------------------- |
| Katedra Biologii Roślin i Biotechnologii      | prof. dr hab. inż. Rafał Barański   |
| Katedra Botaniki, Fizjologii i Ochrony Roślin | dr hab. inż. Ewa Hanus-Fajerska     |
| Katedra Ogrodnictwa                           | dr hab. inż. Maciej Gąstoł          |
| Katedra Roślin Ozdobnych i Sztuki Ogrodowej   | prof. dr hab. inż. Bożena Pawłowska |
| Laboratorium Spektrometrii Mas                | dr hab. inż. Sylwester Smoleń       |